# Max Delbrück
Max Ludwig Henning Delbrück (Berlin, 1906. szeptember 4. – Pasadena, Kalifornia,  1981. március 9.) német származású amerikai biológus, a molekuláris biológia egyik úttörője. 1969-ben Alfred Hersheyvel és Salvador Luriával megosztott orvosi-biológiai Nobel-díjat kapott a bakteriofágok (baktériumokat fertőző vírusok) tanulmányozásáért. Kulcsszerepet játszott annak meghatározásában, mennyire fontos a sejt genetikai információit tartalmazó DNS-molekula, segített kiterjeszteni a fizika huszadik századi forradalmát a biológiára. Alapvető fontosságú fölfedezések nem kapcsolódnak a nevéhez, de döntő hatást fejtett ki, amikor úttörője lett az alapvető biológiai folyamatokhoz való újfajta közelítésnek. A legegyszerűbb szervezet, a bakteriofág segítségével megvalósuló genetikai átvitel kifejlesztésével megalapította a bakteriális genetikát, és utat nyitott a dezoxiribonukleinsav szerkezetének föltárásához. Erwin Schrödingeren kívül, akinek Mi az élet? című műve vezette el Francis Cricket és James D. Watsont a molekuláris biológiához, Delbrück volt a tudomány kényes esztétája.

## Pályafutása

### Tanulmányai
1906. szeptember 4-én született Berlin elővárosában, Hans és Lina Delbrück legfiatalabb gyermekeként. Apja a Berlini Egyetem történelemtanára volt, liberális értelmiségi, egy politikai lap kiadója. Lina Delbrück orvosdinasztiából származott, nagyapja maga a világhírű kémikus, Justus von Liebig. Max rendkívül intellektuális környezetben nőtt föl, amely becsvágyóvá és érzékennyé formálta. Szüleihez ellentmondásos érzelmek fűzték. Keményen dolgozó apja hatvanéves volt, amikor legkisebb fia született. Delbrück életrajzírója, Ernst Fischer szerint Max kamaszként egyszerre érzett iránta tudat alatti gyűlöletet és féltékenységet, amelybe csodálat és tisztelet vegyült. Később Delbrück a szüntelen munkára való hajlamát anyja iránti szeretetének tulajdonította; ez volt a stratégiája, mondta, amellyel túlragyoghatja az apját.
Kitűnő eredménnyel végzett a gimnáziumban, majd először, 1924-től csillagászatot tanult a Tübingeni Egyetemen. Amikor 1926-ban átment a Göttingeni Egyetemre, érdeklődése a kvantumelmélet felé fordult, amely akkor öltött végleges formát. Pótolta korábban elmaradt fizikai tanulmányait, és 1930-ban Max Born segítségével megszerezte a doktorátust. A következő évben Koppenhágában Niels Bohr intézetében kezdett dolgozni George Gamow-val együtt, 1932-ben Lise Meitnernek, a híres német fizikusnak az asszisztense lett. Cikkeket írt a fényszóródásról és a termodinamikáról, amelyet a statisztikai mechanika és a kvantumelmélet felől közelített meg; de mindez csupán előjátéka volt a biológiában végzett munkájának, amelybe már 1932-ben belekezdett.

### Niels Bohr hatása
A kvantumelmélet véget vetett a szorosan vett oksági elvnek a fizikában. Ennek a ténynek egyes filozófiai vetületeit Delbrück rendkívül vonzónak találta. 1932. augusztus 15-én tartott Fény és élet című híres előadásában Niels Bohr kifejtette a kvantummechanika dilemmáját: eszerint a fényt nem lehet végtelen pontossággal mérni, így a statisztikai elemzéshez kell folyamodni. Az emberi érzékelésnek megvannak a maga korlátai a természet leírásában. Bohr azon tűnődött, vajon az életfolyamatokat ugyanilyen bizonytalanságok uralják-e. Előadása rendkívüli hatással volt Delbrückre. Megszerezte, mélyrehatóan tanulmányozta az előadás anyagát, és hamarosan olyan jelenségeket kezdett vizsgálni, mint a fotoszintézis, a népességgenetika és a természetes kiválasztódás. Eléggé meglepődött, amikor fölfedezte, hogy lehetségesnek látszik egy olyan atommodellt létrehozni, amely nagyrészt indokolja a genetikai mutációk eredményeit. Akármiből van is a genetikai anyag, a kémia meg tudja magyarázni alapvető tartósságát éppen úgy, mint a mutációban megmutatkozó változékonyságát. Bohr eszméi gyümölcsözőek voltak, de nem bizonyultak elég pontosnak. Hihetőnek tűnt, hogy az életfolyamatokat teljes mértékben meg lehet érteni. A gének molekulákként viselkedtek, és logikusan föl lehetett tételezni róluk, hogy csakugyan molekulák.

### Az Egyesült Államokban
A nácik hatalomra jutása után Delbrück belátta, hogy lehetetlen folytatni a munkáját Németországban. 1937-ben emigrált az Egyesült Államokba, ahol hátralevő éveit töltötte. 1937-től 1939-ig a California Institute of Technologyn tanított. Ezután átment a Vanderbilt Egyetemre, ahol fizikaprofesszorként élte át a második világháborút. Közben azonban folytatta kutatásait: az élet valódi és egyszerű formái felé fordulva a bakteriofágnak nevezett vírusokat kezdte tanulmányozni. A munka eredményének közvetlen hatása lett a molekuláris biológiára.

## Kutatásai
A 20. század elején fölfedezett, sokáig azonban nem azonosított (csak feltételezésként létező) bakteriofágok olyan vírusok, amelyek megszállják a baktériumokat, és a gazdasejt anyagát használják föl a maguk megsokszorozására. A sötétmezős mikroszkópia kifejlesztése után látni lehetett, hogy ezek a lények egy DNS néven ismert nukleinsavból és az azt burkoló fehérjéből állnak. Delbrück, anélkül hogy rájött volna a DNS jelentőségére, fölismerte, hogy a bakteriofágokat – amelyek az élő és az élettelen határán állnak – föl lehet használni a genetikai információ reprodukálásának és átvitelének tanulmányozására.

## Legelismertebb teljesítménye
Delbrück legfontosabb teljesítménye, hogy kitalálta a kísérleti és statisztikai technikákat, amelyek segítségével nagyon pontosan lehetett tanulmányozni az életnek ezeket az alapvető formáit. Az továbbra sem derült ki, hogy az ebihalforma fágok miként továbbítják a genetikai információt, de az világossá vált, hogy vagy a DNS segítségével, vagy magán a fehérjehüvelyen át. Továbbá kiderült, hogy az érintetlen fág sohasem hatol bele azokba a baktériumokba, amelyekből utódai valamilyen módon távoznak. Delbrück 1943-ban megjelent cikksorozata, amelyet Salvador Luriával közösen írt, nagy figyelmet keltett. A két tudós hamarosan megalapította a kutatók "fágcsoport"-ját. Delbrück 1944-es "fágértekezése" rendet teremtett a kutatásban, biztosítva, hogy a bakteriofágoknak csak bizonyos tulajdonságait használják föl. Pályafutása vége felé Delbrück a gombákhoz hasonló lények érzéki észleletének és reflexeinek problémáival foglalkozott, abban a reményben, hogy komoly haladást ér el a fiziológiában. Ez a munka nem volt olyan termékeny, mint a fágokkal végzett kísérletek. Szerepet játszott továbbá a kölni Genetikai Intézet megalapításában, amelyet rendszeresen látogatott, és 1963-ig gyakran dolgozott is ott. 1969-ben genetikai munkásságáért Alfred Hersheyvel és Salvador Luriával együtt megkapta a Nobel-díjat. 1977-ben vonult vissza a Caltechről.